# Javier López Moreno
Javier López Moreno (San Cristóbal de las Casas, Chiapas, 19 de noviembre de 1946) es un político mexicano, miembro del Partido Revolucionario Institucional, que ha sido diputado federal y gobernador de Chiapas en los días inmediatos posteriores al levantamiento zapatista.

## Biografía
Javier López Moreno es doctor en Derecho y ejerció el periodismo en periódicos como El Día y Excélsior. Ocupó los cargo de Secretario de Acción Social del Comité Ejecutivo Nacional del PRI, director de Servicios y Prestaciones del Instituto Mexicano del Seguro Social y secretario de Educación y Cultura en el gobierno de Chiapas. Fue diputado federal por el distrito 2 de Chiapas a la LIV Legislatura de 1988 a 1991. El 18 de enero de 1994, el Congreso de Chiapas lo eligió gobernador del Estado en sustitución de Elmar Setzer Marseille, quien renunció tras el alzamiento zapatista. Fue así el tercer gobernador en ejercer el periodo constitucional 1988 - 1994, tras el constitucional Patrocinio González Garrido y el mismo Setzer Marseille.
Como gobernador, le correspondió iniciar las negociaciones y el alto al fuego con los zapatistas, que encabezó el comisionado federal Manuel Camacho Solís, así como llevar a cabo el proceso electoral en que fue elegido su sucesor y en el que se enfrentaron Eduardo Robledo Rincón del PRI y Amado Avendaño Figueroa por el PRD, culminando con denuncias de fraude y nuevos conflictos políticos.